# Карбид стронция
Карбид стронция — бинарное неорганическое соединение стронция и углерода с формулой SrС2, чёрные кристаллы.

## Получение
- Спеканием оксида или карбоната стронция с углём:

{\displaystyle {\mathsf {SrO+3\ C\ {\xrightarrow {>T^{o}C}}\ SrC_{2}+CO}}}
{\displaystyle {\mathsf {SrCO_{3}+3\ C\ {\xrightarrow {>T^{o}C}}\ SrC_{2}+CO+CO_{2}}}}

## Физические свойства
Карбид стронция образует кристаллы тетрагональной сингонии, пространственная группа I 4/mmm, параметры ячейки a = 0,411 нм, c = 0,668 нм, Z = 2.

## Химические свойства
- Карбид стронция реагирует при нагревании с галогенами, кислородом, азотом:

{\displaystyle {\mathsf {SrC_{2}+Cl_{2}\ {\xrightarrow {T^{o}C}}\ SrCl_{2}+2\ C}}}
{\displaystyle {\mathsf {2\ SrC_{2}+3\ O_{2}\ {\xrightarrow {T^{o}C}}\ 2\ SrO+4\ CO}}}
{\displaystyle {\mathsf {SrC_{2}+N_{2}\ {\xrightarrow {T^{o}C}}\ SrCN_{2}+C}}}
- Взаимодействует с водой:

{\displaystyle {\mathsf {SrC_{2}+2\ H_{2}O\ {\xrightarrow {\ }}\ Sr(OH)_{2}+H_{2}C_{2}\uparrow }}}
- и кислотами

{\displaystyle {\mathsf {SrC_{2}+2\ HCl\ {\xrightarrow {\ }}\ SrCl_{2}+H_{2}C_{2}\uparrow }}}